# Municipio de Middletown (condado de Delaware)
El municipio de Middletown (en inglés: Middletown Township) es un municipio ubicado en el condado de Delaware en el estado estadounidense de Pensilvania. En el año 2000 tenía una población de 16.064 habitantes y una densidad poblacional de 460.5 personas por km².

## Geografía
El municipio de Middletown se encuentra ubicado en las coordenadas 39°54′11″N 75°25′41″O / 39.90306, -75.42806.

## Demografía
Según la Oficina del Censo en 2000 los ingresos medios por hogar en la localidad eran de $62,949 y los ingresos medios por familia eran de $77,649. Los hombres tenían unos ingresos medios de $54,495 frente a los $39,792 para las mujeres. La renta per cápita de la localidad era de $29,418. Alrededor del 2,5% de la población estaba por debajo del umbral de pobreza.